# Koki Kotegawa
Koki Kotegawa (小手川 宏基 Kotegawa Koki?), född 12 september 1989 i Oita prefektur, är en japansk fotbollsspelare.
Kotegawa började sin karriär 2007 i Oita Trinita. Med Oita Trinita vann han japanska ligacupen 2008. 2013 flyttade han till Giravanz Kitakyushu. Han spelade 166 ligamatcher för klubben. Han gick tillbaka till Oita Trinita 2017.